# هارت آموس
هارت آموس (بالإنجليزية: Hart Amos)‏ هو فنان قصص مصورة ورسام كارتون أسترالي، ولد في 1916 في Lindfield, New South Wales ‏ في أستراليا، وتوفي في 8 يونيو 2000.